# ペルミ州

ペルミ州の旗（2003年より）。後にペルミ地方の旗となった。

ペルミ州（ペルミしゅう、Пе́рмская область）は1938年から1991年までソビエト連邦の、1991年から2005年までロシア連邦の連邦構成主体だった。2005年にコミ・ペルミャク自治管区と合併してペルミ地方となった。面積106万6千km2。州都はペルミ。

## 歴史
1938年10月3日スヴェルドロフスク州からの分離により設立。
1940年3月8日から1957年3月8日まで（ペルミの改名に伴い）モロトフ州（Мо́лотовская область）と呼ばれる。
大統領令第849号«О полномочном представителе Президента Российской Федерации в федеральном округе»に基づき2000年5月13日より沿ヴォルガ連邦管区に所属。

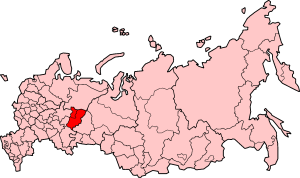
ロシア内でのペルミ州の位置（2005年11月1日時点）

ペルミ州にはコミ・ペルミャク自治管区（1977年までは民族管区）が含まれていた。1993年のロシア連邦憲法によりその管区はペルミ州の領域に含まれると同時に別個のロシア連邦の構成主体であると規定された。
2003年12月7日の住民投票で両者の合併は賛成となった。2005年12月1日にペルミ州とコミ・ペルミャク自治管区は消滅してペルミ地方が誕生した。

## 州知事
- 1954年～1958年 アレクサンドル・イヴァノヴィッチ・ストルエフ (Александр Иванович Струев)
- 1991年～1996年 ボリス・ユリエヴィッチ・クズネツォフ (Борис Юрьевич Кузнецов)
- 1996年～2000年 ゲンナジー・ヴャチェスラヴォヴィッチ・イグムノフ (Геннадий Вячеславович Игумнов)
- 2000年～2004年 ユーリー・ペトロヴィッチ・トリトネフ (Юрий Петрович Трутнев)
- 2004年～2005年 オレグ・チルクノフ (知事代行、初代ペルミ地方知事)